# Daniel Chanan Matt
Daniel Chanan Matt, auch Daniel C. Matt (*  19. Dezember 1950 in einem Ostküstenstaat der USA), ist ein US-amerikanischer Judaist mit Schwerpunkt Kabbala, Autor und Hochschullehrer.

## Leben und Wirken
Matt stammt aus einer jüdischen Familie von Rabbinern. Seine Mutter ist Gustine Matt, geborene Tovah Gittel, sein Vater Rabbi Hershel Jonah Matt  (1922–1987). Er hat noch zwei Brüder, Jonathan Pinchas Matt und David Matt, sowie eine Schwester, Deborah Matt Erdfarb.
Matt wuchs in New Jersey auf.
Während seines Studiums an der Brandeis University in Waltham (Massachusetts) belegte er u. a. Kurse bei  Arthur Green, welche sein Interesse an der jüdischen Mystik weckten. Während seines Auslandsjahres im dritten Jahr an der Hebräischen Universität in Jerusalem begann er sich fundierter mit dem Sohar zu befassen. Dort studierte er auch bei Ephraim Gottlieb und Rivka Schatz Uffenheimer. Beides Schüler und wissenschaftliche Mitarbeiter von Gershom Scholem.
Wieder zurück in den USA, erhielt Matt im Jahre 1972 seinen BA. Dort an seiner Alma Mater  setzte er, unter der Leitung von Alexander Altmann, mit einem Aufbaustudium seine Erforschung der Kabbala fort. Seine folgende Doktorarbeit (Ph.D.) während der Jahre 1976–1977 bestand aus einer kritischen Ausgabe und Analyse des Sefer Mar'ot ha-Tsove'ot (Das Buch der Spiegel), geschrieben von David ben Judah he-Ḥasid (ca. 1240–ca. 1320) aus der jüdischen Familie der Kalonymiden, einem Kabbalisten aus dem 13. und 14. Jahrhundert. Die Wahl seines Dissertationsthemas besprach er auch  mit Gershom Scholem, einem der bedeutendsten Kabbala-Forscher aller Zeiten, für den Matt im Jahre 1975 als sein Lehrassistent an der Boston University tätig war. Seinen Doktorgrad (Ph.D.) erhielt er von der Brandeis University. Er lebte hiernach für eine gewisse Zeit in Indien.
Von 1979 bis 2000 lehrte er als Professor an der Graduate Theological Union in Berkeley. Weitere Lehrtätigkeiten waren an der Stanford University und der Hebräischen Universität Jerusalem. Matt ist vor allem für seine mehrbändige kommentierte Übersetzung des Sohar („The Zohar: Pritzker Edition“) bekannt. Er verfasste die ersten neun Bände dieser zwölfbändigen Reihe, die den Hauptkommentar des Sefer ha-Sohar zur Tora behandeln. Ferner war er Chefherausgeber der restlichen drei Bände, die weitere Abschnitte des Sohars behandeln.
Schon im Jahre 1995 wurde Matt von der Familie Pritzker aus Chicago angesprochen und eingeladen, das gewaltige Projekt einer kommentierten Übersetzung des Sohar zu übernehmen. Dann im Jahre 2002 startete der Verlag Stanford University Press die ambitionierte Initiative, eine 12-bändige Übersetzung des Grundlagenwerks der jüdischen Mystik, des Sohars, zu veröffentlichen. Dieses monumentale, zwanzig Jahre dauernde Übersetzungsprojekt, das großzügig von Margot L. Pritzker gefördert wurde, wurde von Daniel Matt in Angriff genommen, wobei ihm bei den letzten drei Bänden Nathan Wolski und Joel Hecker zur Seite standen.
Die kommentierte Übersetzung wird als „ein monumentaler Beitrag zur Geschichte des jüdischen Denkens“ wertgeschätzt.
Matt verbrachte die Jahre 1998 bis 2002 mit seiner Frau und seinen zwei Kindern in Jerusalem. Die ersten beiden Jahre arbeitete ich am „Institute for Advanced Studies“ der Hebräischen Universität, die folgenden zwei Jahre verbrachte ich am „Shalom Hartman Institute“.
Dabei konnte er auch die Forschungsergebnisse von Ronit Meroz zur literaturgeschichtlichen Aufarbeitung und Katalogisierung, der Quellen des Sohars mit in seine Arbeit mit einbeziehen.
Matt ist mit einer Dozentin für Religionswissenschaften verheiratet, sie sind beide gemeinsame Eltern. Ihr Lebensmittelpunkt liegt aktuell in Berkeley (Kalifornien).

## Auszeichnungen
Matt erhielt für seine publizistischen Tätigkeiten mehrere Preise, so im Jahre 2004 den „National Jewish Book Award for The Zohar: Pritzker Edition“, im Jahre 2004 den „Koret Jewish Book Award for The Zohar: Pritzker Edition“ und im Jahre 2022 den „Rabbi Jonathan Sacks Book Prize for Becoming Elijah: Prophet of Transformation“.

## Publikationen, auch als Herausgeber (Auswahl)

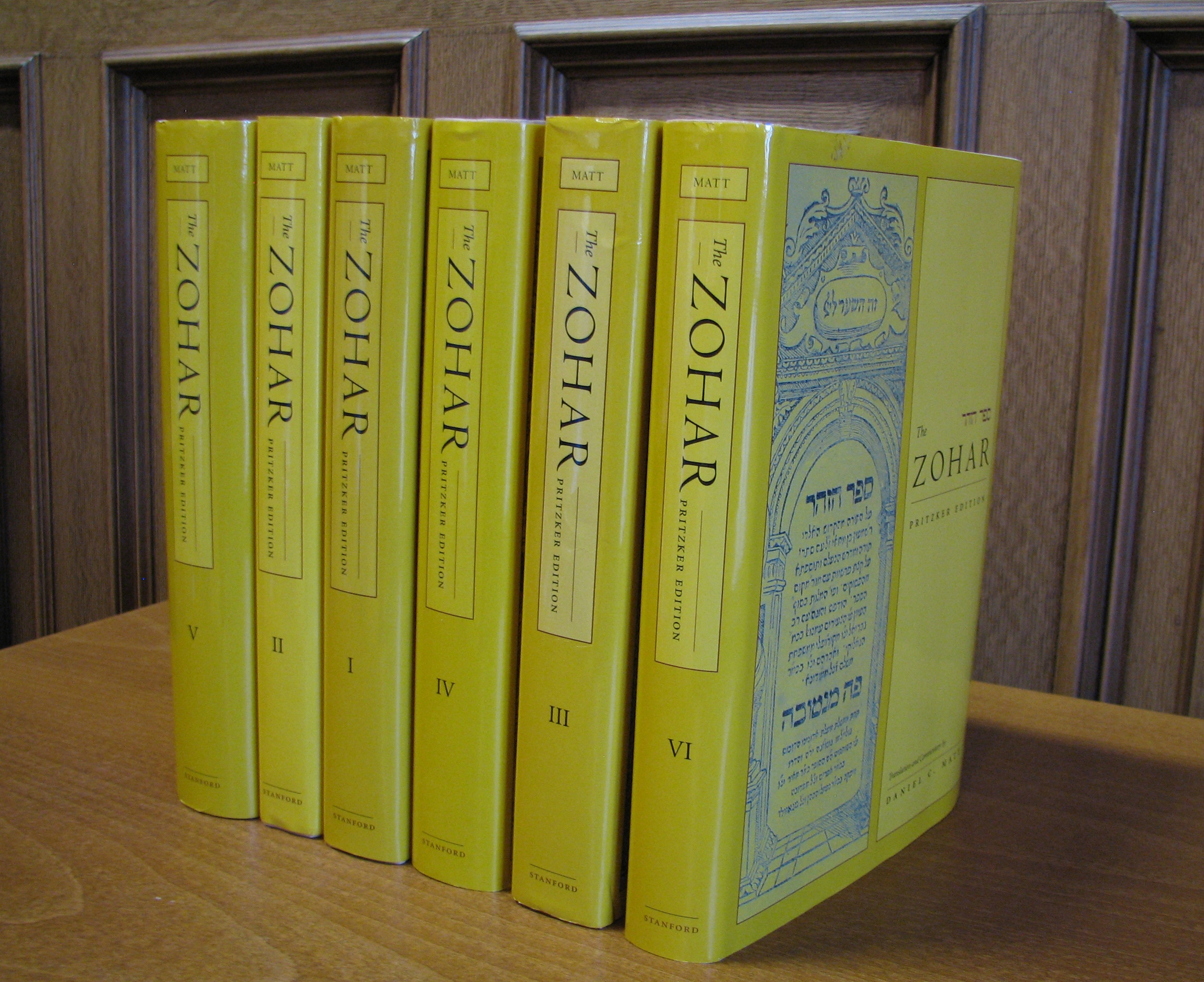
The Zohar: Pritzker Edition. Übersetzt und kommentiert durch Daniel C. Matt, Stanford University Press, 2003.

- The Book of the Mirrors: Sefer Mar'ot ha-Tsove'ot. R. David ben Yehudah he-Ḥasid. (= No. 30 Brown Judaic Studies) Scholars press, 1982, auf betemunah.org
- The Zohar: Pritzker Edition. 9 vols. Stanford: Stanford University Press, 2004–2016.
- The Essential Kabbalah: The Heart of Jewish Mysticism.  Harper & Collins, New York 1995.
- God & the Big Bang: Discovering Harmony Between Science and Spirituality. Woodstock, Vt.: Jewish Lights, 1996; 2nd ed., 2016.
- Becoming Elijah: Prophet of Transformation. (Jewish Lives series), Yale University Press, New Haven 2022.
- Zohar: Annotated and Explained. Woodstock, Vt.: SkyLights Paths, 2002. (Selections)
- Zohar: The Book of Enlightenment.  Paulist Press, New York 1983. (Auswahl)
- Walking Humbly with God: The Life and Writings of Rabbi Hershel Jonah Matt. Hoboken, New Jersey 1993.
- „Ayin“ : the concept of nothingness in Jewish mysticism. The Problem of Pure Consciousness (1990) 121-159
- Adorning the „Bride“  on the eve of the feast of Weeks. Judaism in Practice (2001) 74-80
- What's his name?  Kabbalah. Journal for the Study of Jewish Mystical Texts 23 (2010) 95-104
- Varieties of mystical nothingness: Jewish, Christian and Buddhist. Studia Philonica Annual; Studies in Hellenistic Judaism 9 (1997) 316-331
- The mystic and the „mizwot“. Jewish Spirituality I (1986) 367-404
- Yeshua the Hasid. Jesus through Jewish Eyes (2001) 74-80

- - Deutsche Ausgaben
- Das Herz der Kabbala. Jüdische Mystik aus zwei Jahrtausenden. O. W. Barth, München 1996, ISBN 978-3-502-65450-6
- Der Urknall.  Der Geist hinter der Schöpfung. Crotona Verlag, Amerang 2015, ISBN 978-3-86191-059-6
- Jenseits von Nichts und Leere: Da Geheimnis des Urgrunds.  Crotona, Amerang 2017, ISBN 978-3-86191-087-9